# 峰崎
峰崎（みねざき）は、日本相撲協会の年寄名跡のひとつ。明治時代に入ってから創設された名跡である。通常、初代が現役時代に名乗った四股名が年寄名跡となるが、峰崎はそれにはあたらず、由来は明らかになっていない。

## 名跡の変遷
1985年、5代峰崎（元幕内・那智ノ山）の定年退職により峰崎が空き名跡になると、当時大関でありながら年寄株取得の目処がついていなかった若島津が取得に動いたが、有力な後援者（佐川清）を持つ三杉磯が獲得した。出羽海一門にとっては秀ノ山、藤島、峰崎と相続いで、一門外に名跡が流出することとなった。
1986年1月場所に横綱・隆の里が引退すると13代鳴戸を襲名したが、隆の里から鳴戸を借りていた若獅子は今度は三杉磯から峰崎を借り、6代峰崎となった。同年9月、三杉磯は引退後に峰崎を襲名し、1988年には峰崎部屋を創設した。

## 峰崎の代々
- 代目の太字は、部屋持ち親方。

| 代目 | 引退時しこ名     | 最高位 | 現役時の所属部屋                  | 襲名期間                              | 備考                   |
| ---- | ---------------- | ------ | --------------------------------- | ------------------------------------- | ---------------------- |
| 初代 | 源氏潟兼吉       | 下13   | ---                               | 1872年11月-1885年11月（死去）         |                        |
| 2代  | 行司・木村銀治郎 | ---    | ---                               | 1886年1月頃-1922年9月（死去）         | 二枚鑑札               |
| 3代  | 外ヶ濱弥太郎     | 前1    | 入間川-出羽海-千賀ノ浦-出羽海部屋 | 1934年1月-1955年9月                   | 13代千賀ノ浦に名跡変更 |
| 4代  | 綾曻竹藏         | 関脇   | 千賀ノ浦-出羽海部屋               | 1955年9月-1958年1月（廃業）           | 借株                   |
| 5代  | 那智ノ山公晴     | 前19   | 出羽海部屋                        | 1958年1月-1985年8月（停年(定年)退職） |                        |
| 6代  | 若獅子茂憲       | 小結   | 二子山部屋                        | 1986年1月-1986年9月                   | 借株 7代荒汐に名跡変更 |
| 7代  | 三杉磯拓也       | 前2    | 花籠-放駒部屋                     | 1986年9月-2021年5月（停年(定年)退職） |                        |
| 7代  | 三杉磯拓也       | 前2    | 花籠-放駒部屋                     | 2021年5月-                            | 再雇用                 |